# Tverreggtelen
Der Tverreggtelen ist ein Hügel im ostantarktischen Königin-Maud-Land. Er ragt unmittelbar südöstlich des Gebirgskamms Tverregga in der Kirwanveggen auf.
Norwegische Kartografen kartierten ihn anhand von Vermessung und Luftaufnahmen der Norwegisch-Britisch-Schwedischen Antarktisexpedition (1949–1952). Benannt ist er in Verbindung mit der Tverregga, deren norwegischer Name mit Diagonalkamm oder Querrücken übersetzt werden kann.